# Constancio Farfán
Constancio Farfán är en ort i Mexiko.   Den ligger i kommunen Ayala och delstaten Morelos, i den sydöstra delen av landet, 80 km söder om huvudstaden Mexico City. Constancio Farfán ligger 1 213 meter över havet och antalet invånare är 1 958.
Terrängen runt Constancio Farfán är kuperad västerut, men österut är den platt. Runt Constancio Farfán är det ganska tätbefolkat, med 239 invånare per kvadratkilometer. Närmaste större samhälle är Cuautla Morelos, 7,9 km norr om Constancio Farfán. Omgivningarna runt Constancio Farfán är en mosaik av jordbruksmark och naturlig växtlighet.